# Naissance en 886
Naissance
- 882
- 883
- 884
- 885
- 886
- 887
- 888
- 889
- 890

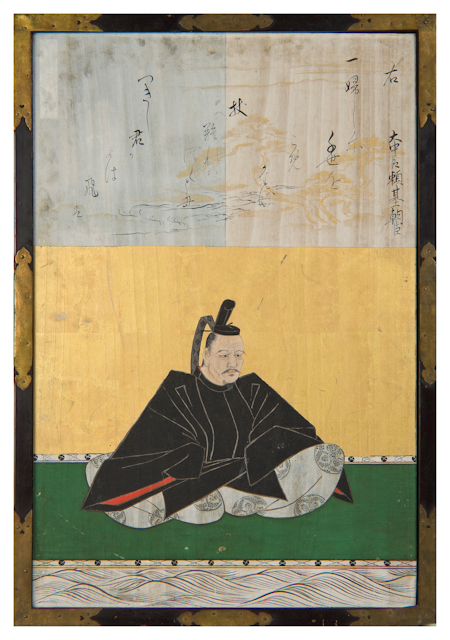
Ōnakatomi no Yoritomo né en 886.

Cette page dresse une liste de personnalités nées au cours de  l'année 886 :
- Ibn Muqla, calligraphe islamique, un des plus grands de l'époque abbasside.
- Xu Xi, peintre chinois.
- Yang Wo (en), premier roi des Wu, durant la période des Cinq Dynasties et des Dix Royaumes.

date incertaine (vers 886)
- Ōnakatomi no Yoritomo, poète de waka du milieu de l'époque de Heian et un noble japonais.

## Crédit d'auteurs
- Cet article est partiellement ou en totalité issu de l'article intitulé « 886 » (voir la liste des auteurs).